# Tyrus Thomas
Tyrus Wayne Thomas (Baton Rouge, Louisiana, 17 de agosto de 1986) é um jogador de basquete profissional. Ele já jogou no Chicago Bulls e participou do campeonato de enterradas da liga em 2007.

## Estatísticas

##### Liga regular
| Ano     | Equipe    | PJ  | PT  | MPP  | %TC  | %3P  | %TL  | RPP | APP | ROB | TPP | PPP  |
| ------- | --------- | --- | --- | ---- | ---- | ---- | ---- | --- | --- | --- | --- | ---- |
| 2006–07 | Chicago   | 72  | 4   | 13.4 | .475 | .000 | .606 | 3.7 | .6  | .6  | 1.1 | 5.2  |
| 2007–08 | Chicago   | 74  | 27  | 18.0 | .423 | .167 | .741 | 4.6 | 1.2 | .6  | 1.0 | 6.8  |
| 2008–09 | Chicago   | 79  | 61  | 27.5 | .451 | .333 | .783 | 6.5 | 1.0 | 1.1 | 1.9 | 10.8 |
| 2009–10 | Chicago   | 29  | 3   | 23.4 | .483 | .000 | .644 | 6.3 | 1.1 | 1.4 | 1.7 | 8.8  |
| 2009–10 | Charlotte | 25  | 0   | 21.7 | .442 | .000 | .729 | 6.1 | .9  | .9  | 1.5 | 10.1 |
| 2010–11 | Charlotte | 41  | 2   | 21.0 | .471 | .000 | .787 | 5.5 | .7  | .7  | 1.6 | 10.2 |
| 2011–12 | Charlotte | 54  | 30  | 18.8 | .367 | .333 | .759 | 3.7 | .6  | .7  | 1.1 | 5.6  |
| 2012-13 | Charlotte | 26  | 2   | 13.8 | .353 | .375 | .839 | 2.3 | .7  | .5  | .6  | 4.8  |
| Total   |           | 400 | 129 | 19.8 | .438 | .235 | .732 | 4.8 | .9  | .8  | 1.3 | 7.7  |

##### Playoffs
| Ano     | Equipe    | PJ | PT | MPP  | %TC  | %3P  | %TL  | RPP | APP | ROB | TPP | PPP |
| ------- | --------- | -- | -- | ---- | ---- | ---- | ---- | --- | --- | --- | --- | --- |
| 2006–07 | Chicago   | 10 | 0  | 12.2 | .390 | .000 | .633 | 3.4 | .6  | 1.0 | .5  | 5.1 |
| 2008–09 | Chicago   | 7  | 7  | 27.9 | .438 | .000 | .786 | 6.3 | .9  | 1.0 | 2.9 | 9.6 |
| 2009–10 | Charlotte | 4  | 0  | 17.0 | .999 | .000 | .833 | 5.5 | .5  | .5  | .5  | 8.8 |
| Total   |           | 21 | 7  | 18.3 | .457 | .000 | .700 | 4.8 | .7  | .9  | 1.3 | 7.3 |

## Recordes e prêmios
- Segundo time de novatos 2006-2007 [2]